# Condado de Clark (Dakota del Sur)
El condado de Clark (en inglés: Clark County, South Dakota), fundado en 1873,  es uno de los 66 condados  en el estado estadounidense de Dakota del Sur. En el 2000 el condado tenía una población de 4143 habitantes en una densidad poblacional de 2 personas por km². La sede del condado es Clark.

## Geografía
Según la Oficina del Censo, el condado tiene un área total de 2507 km² (968 mi²), de la cual 2481 km² (957,9 mi²) es tierra y 26 km² (10,0 mi²) es agua.

### Condados adyacentes
- Condado de Day - norte
- Condado de Codington - este
- Condado de Hamlin - sureste
- Condado de Kingsbury - sur
- Condado de Beadle - suroeste
- Condado de Spink - oeste

## Demografía
En el 2000 la renta per cápita promedia del condado era de $30,208, y el ingreso promedio para una familia era de $35,559. El ingreso per cápita para el condado era de $15,597. En 2000 los hombres tenían un ingreso per cápita de $24,421 versus $19,543 para las mujeres. Alrededor del 14.80% de la población estaba bajo el umbral de pobreza nacional.
| 1900 | 1910   | 1920   | 1930 | 1940 | 1950 | 1960 | 1970 | 1980 | 1990 | 2000 | Est. 2008 |
| ---- | ------ | ------ | ---- | ---- | ---- | ---- | ---- | ---- | ---- | ---- | --------- |
| 6942 | 10 901 | 11 136 | 8589 | 8955 | 8369 | 7134 | 5515 | 4894 | 4403 | 4143 | 3436      |

## Ciudades y pueblos
- Bradley
- Carpenter
- Clark
- Crocker
- Elrod
- Garden City
- Naples
- Raymond
- Vienna
- Willow Lake

## Mayores autopistas
- Carretera de U.S.212
- Carretera de Dakota del Sur 20
- Carretera de Dakota del Sur 25
- Carretera de Dakota del Sur 28